# شلالات النيل
24°04′41″N 32°52′41″E / 24.078°N 32.878°E

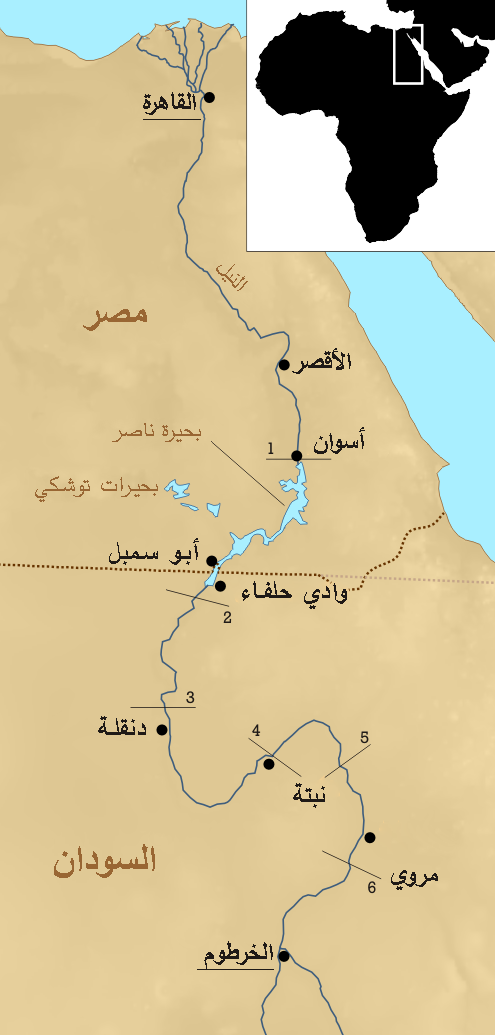
شلالات النيل الستة

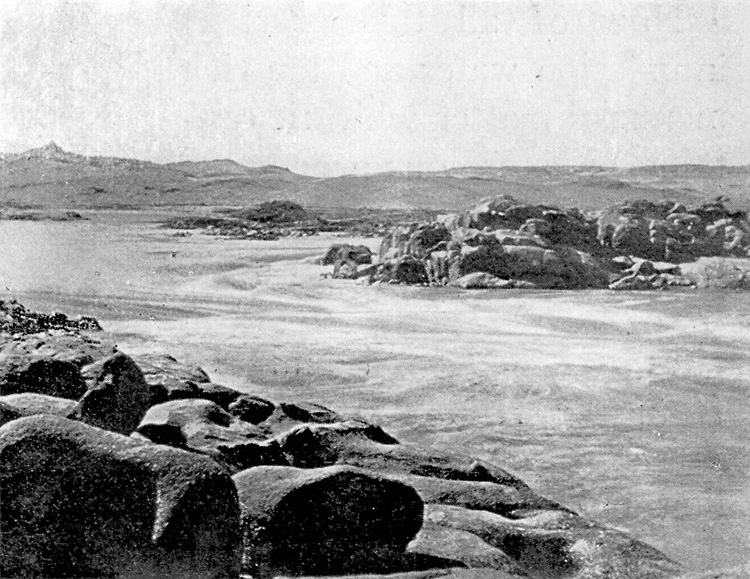
شلالات النيل

الشلالات النيلية أو الشلالات الستة هي الشلالات التي كونها النيل ويوجد منها خمسة في السودان وواحد في مصر وهي :

## الشلال الأول
أو الجندل الأول شلال أسوان وسد أسوان والسد العالي.

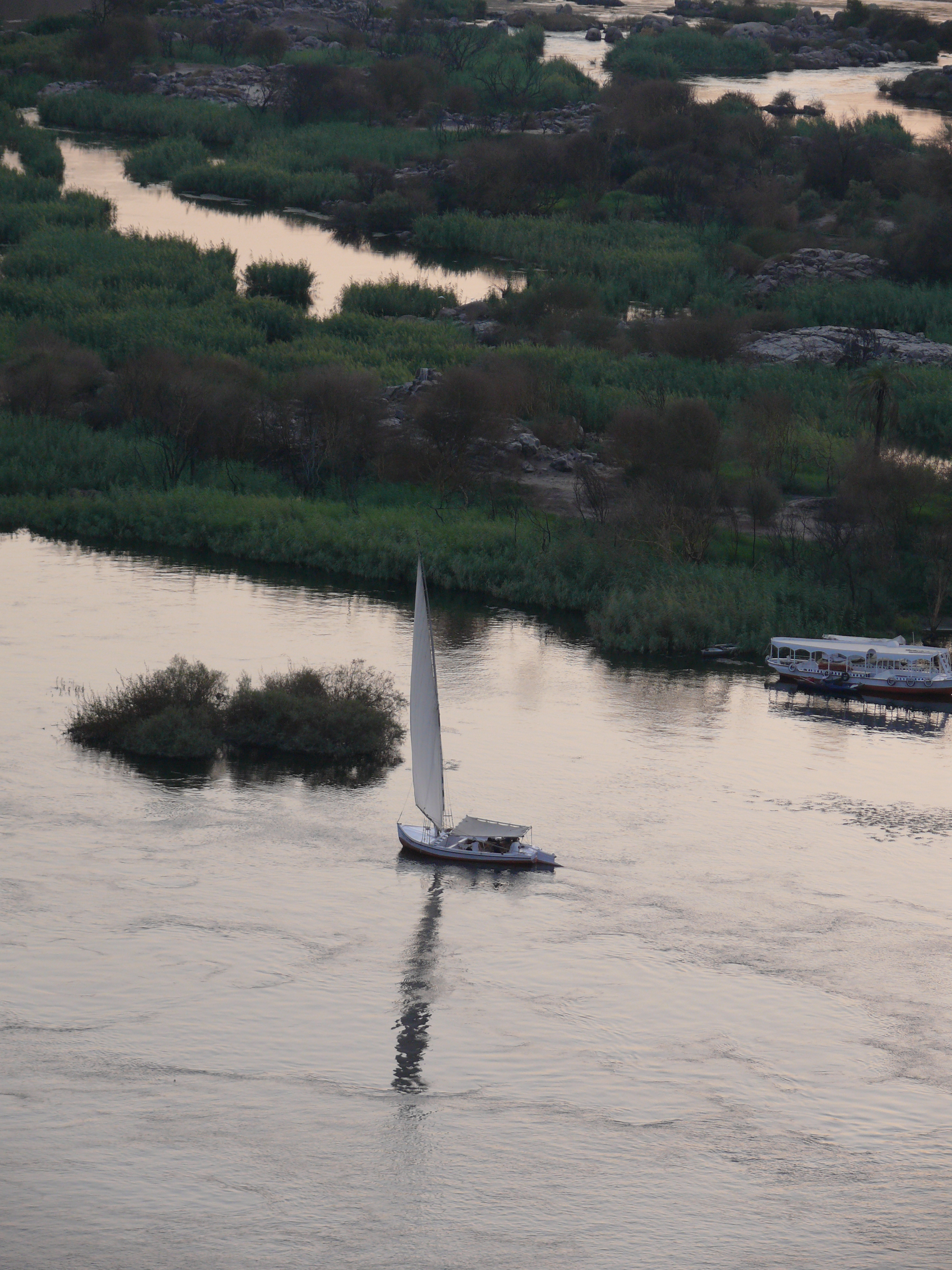
فلوكة
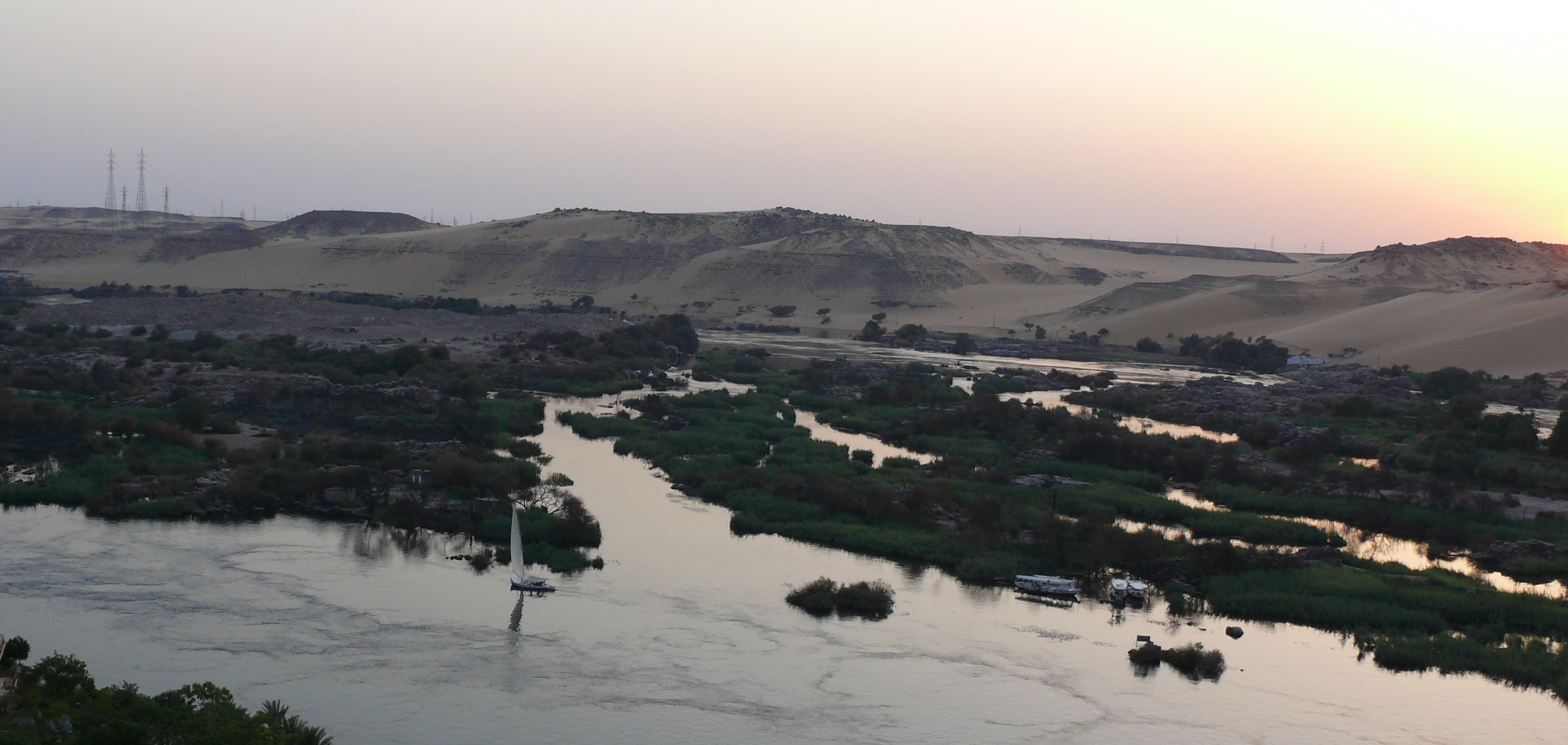
أبراج الكهرباء في الخلفية عند أسوان
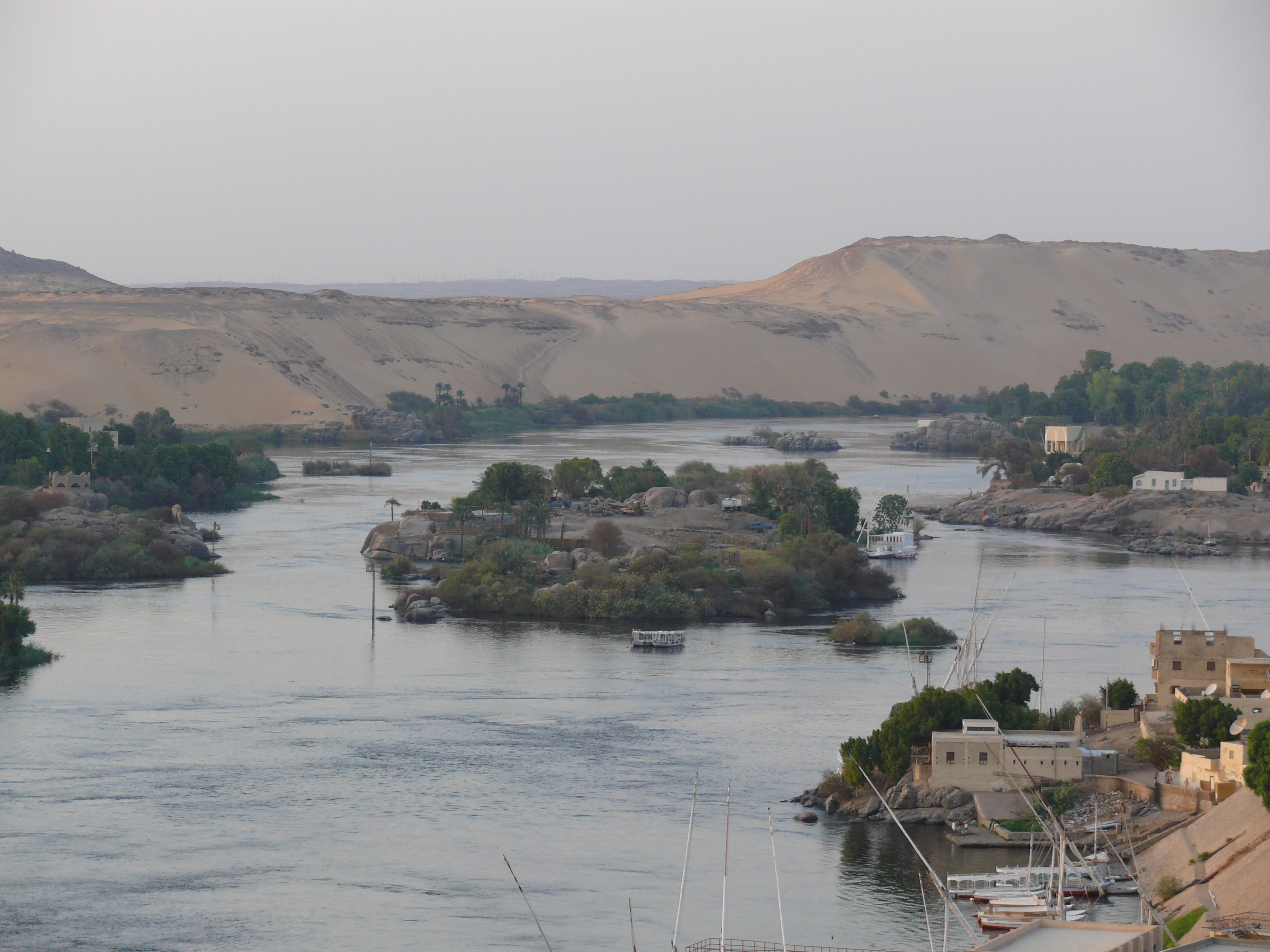
الشلال الأول عند اسوان
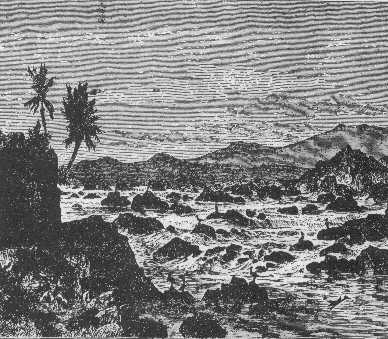
رسم من القرن التاسع عشر الميلادي
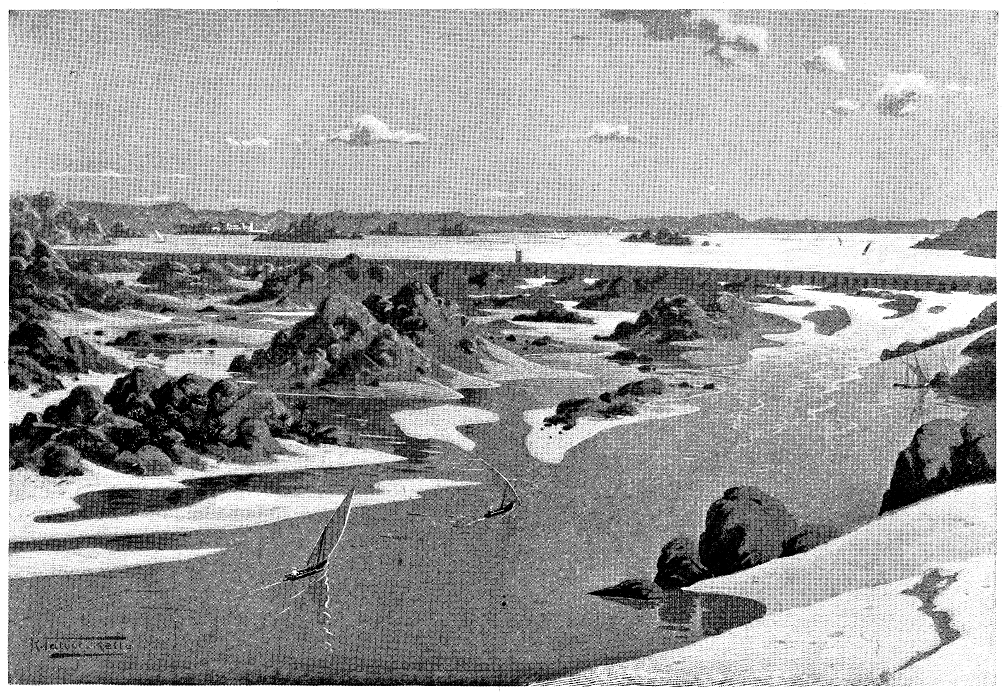
ظهور شلال عند اكتمال خزان أسوان 1899م

## الشلال الثاني
أو الجندل الثاني شلال وادي حلفا.

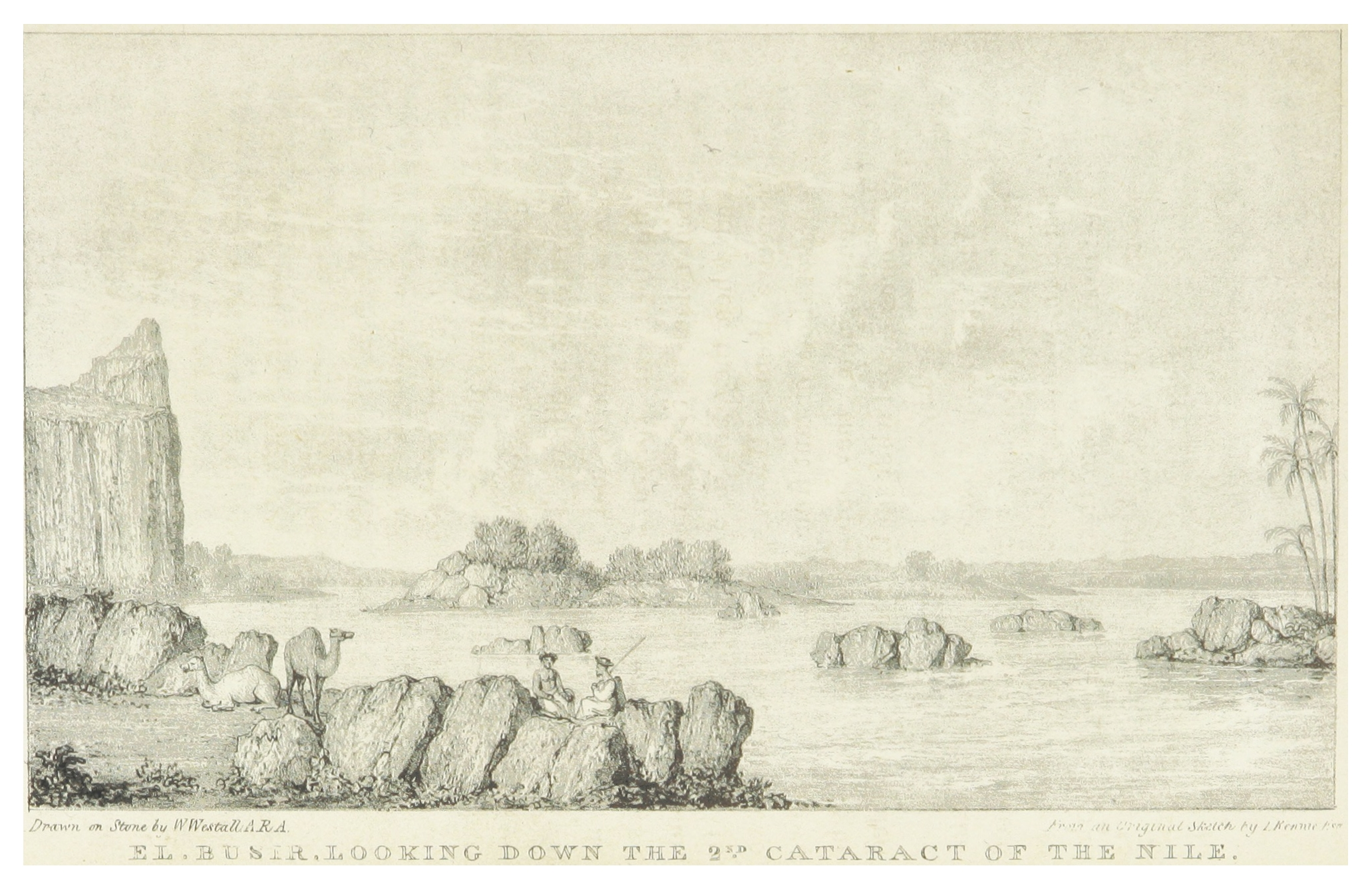
الشلال الثاني
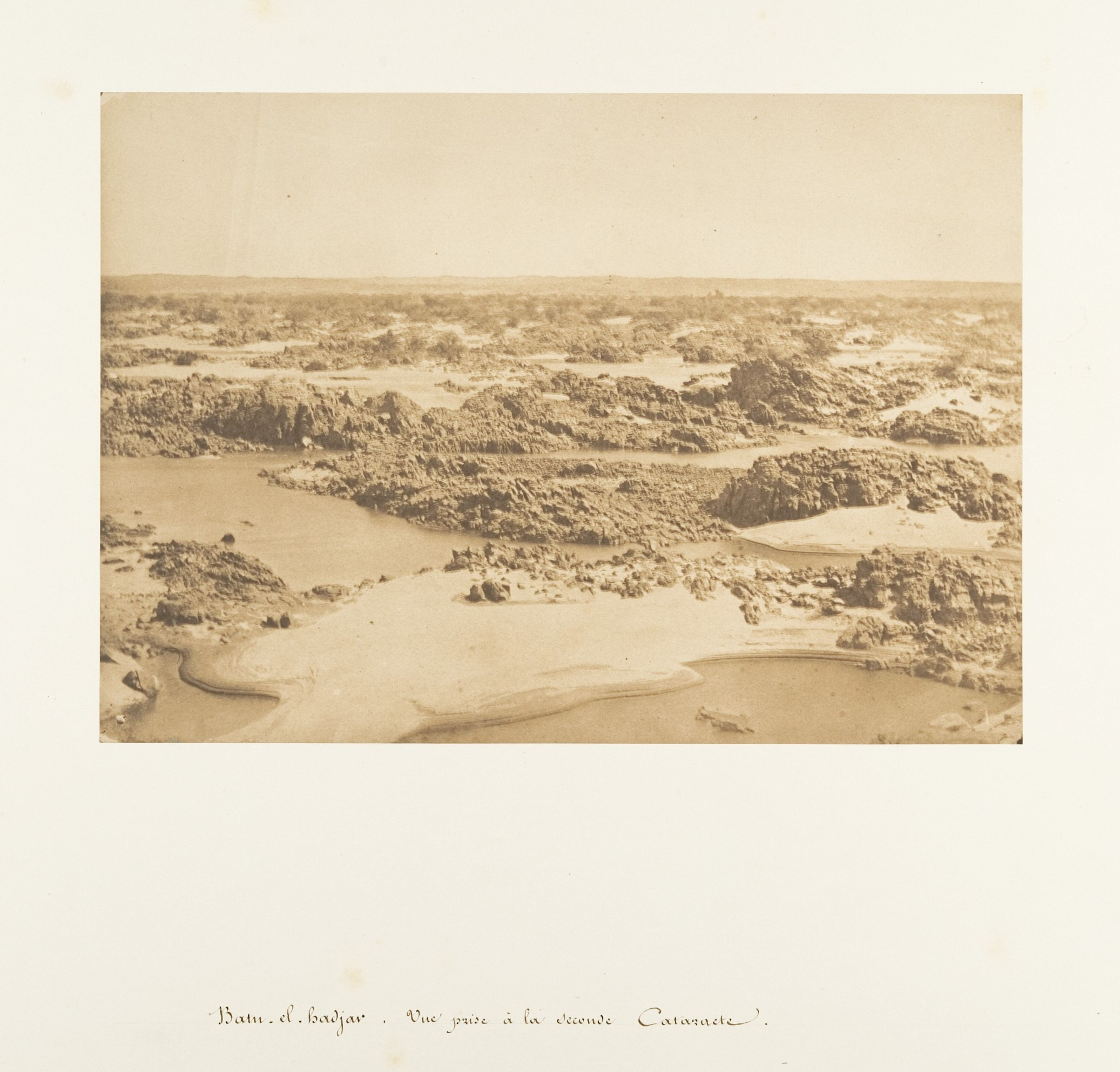
الشلال الثاني 2
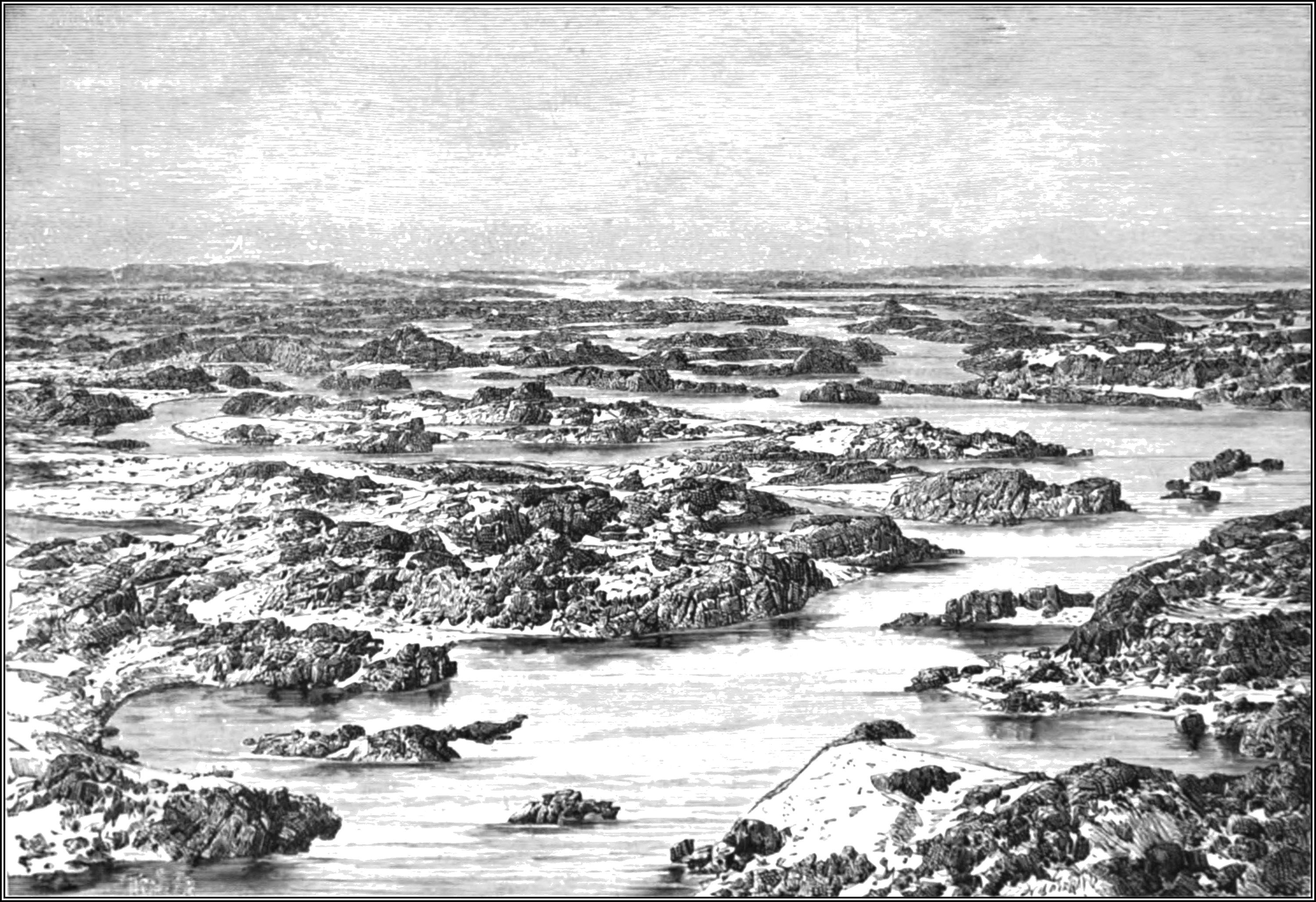
الشلال الثاني3
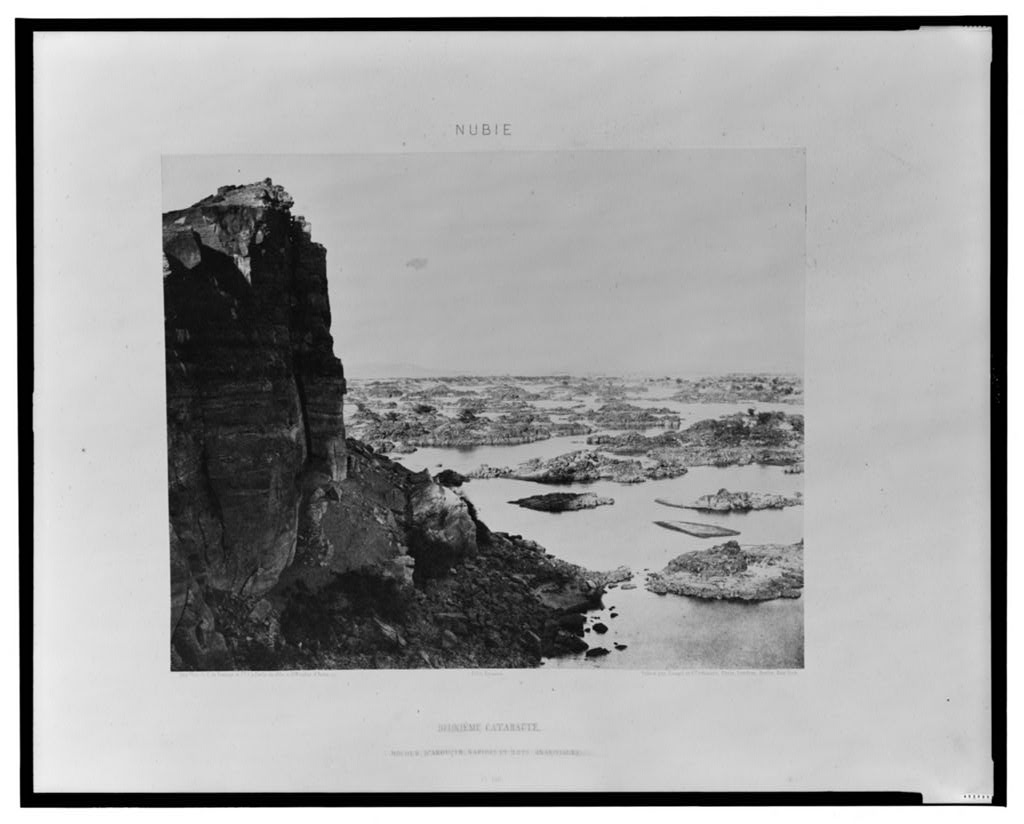
الشلال الثاني4
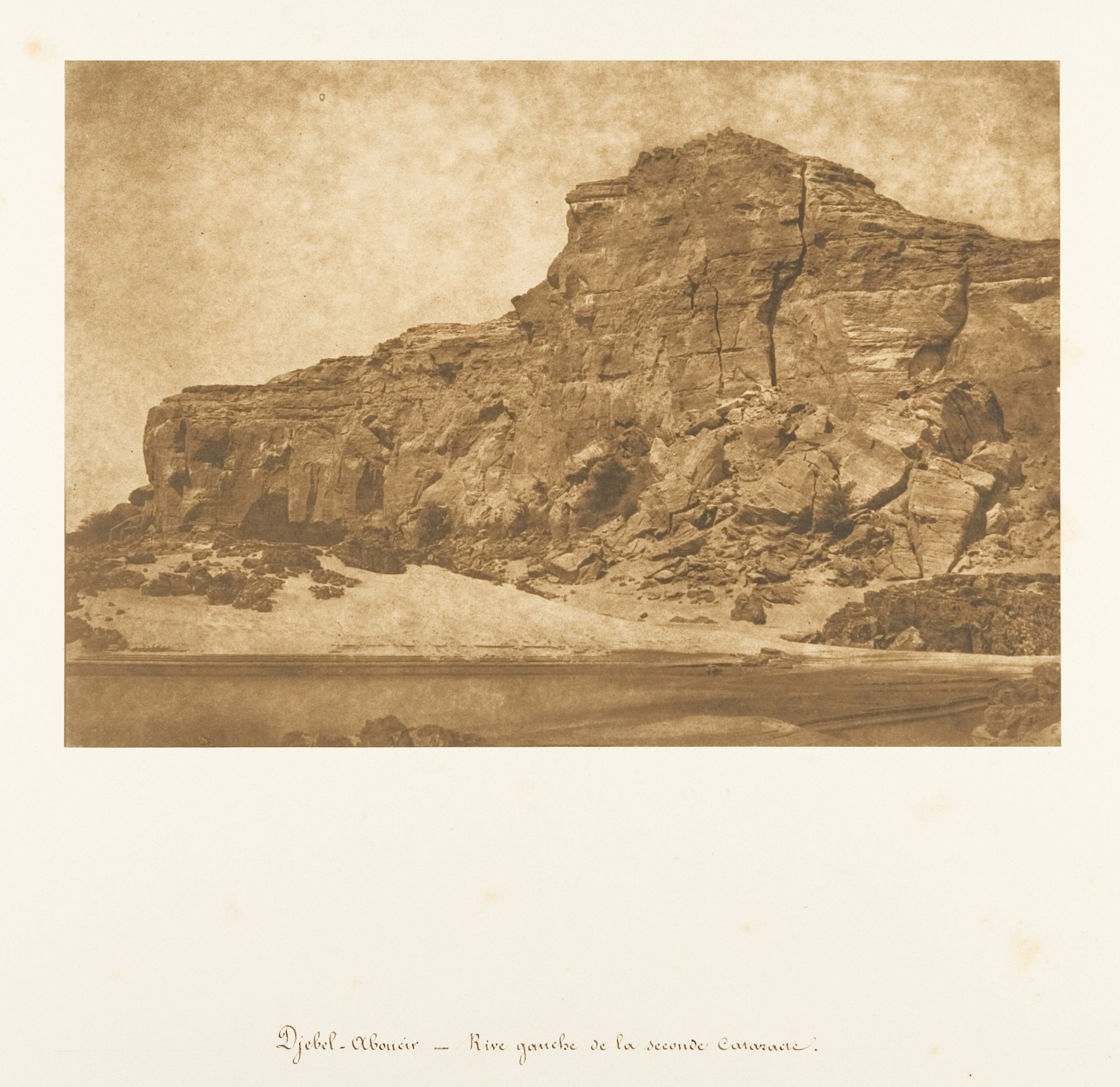
الشلال الثاني5
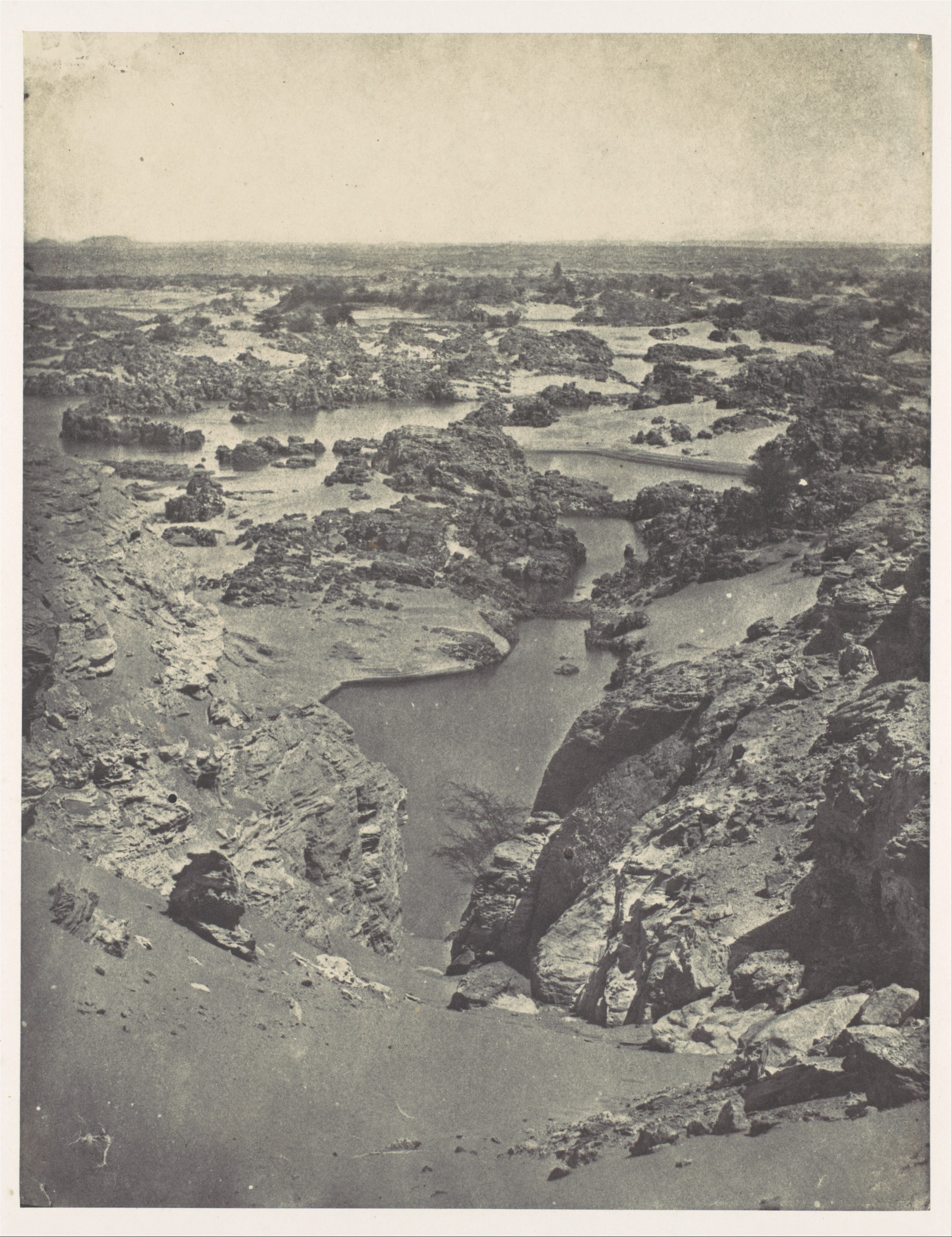
الشلال الثاني6
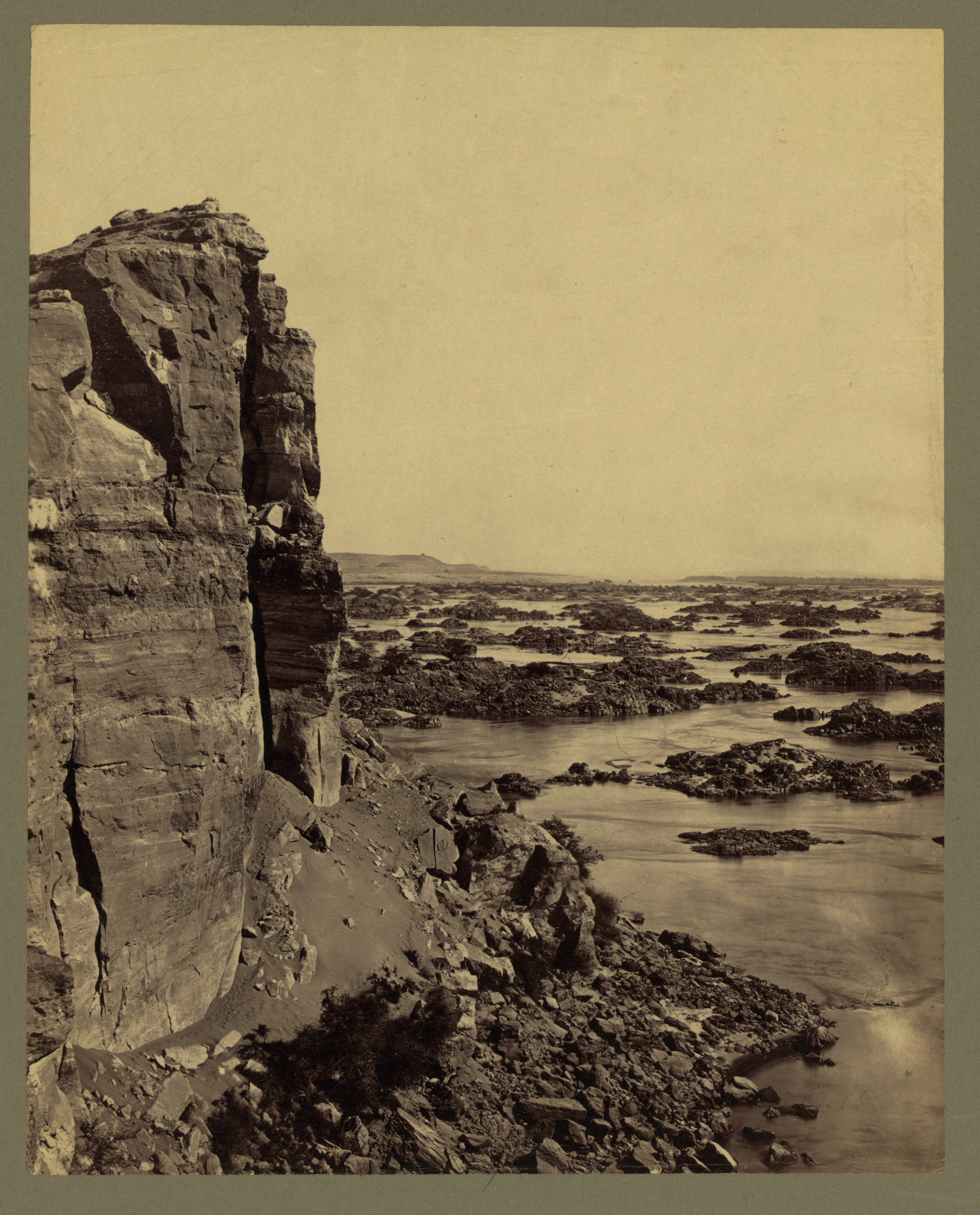
الشلال 7
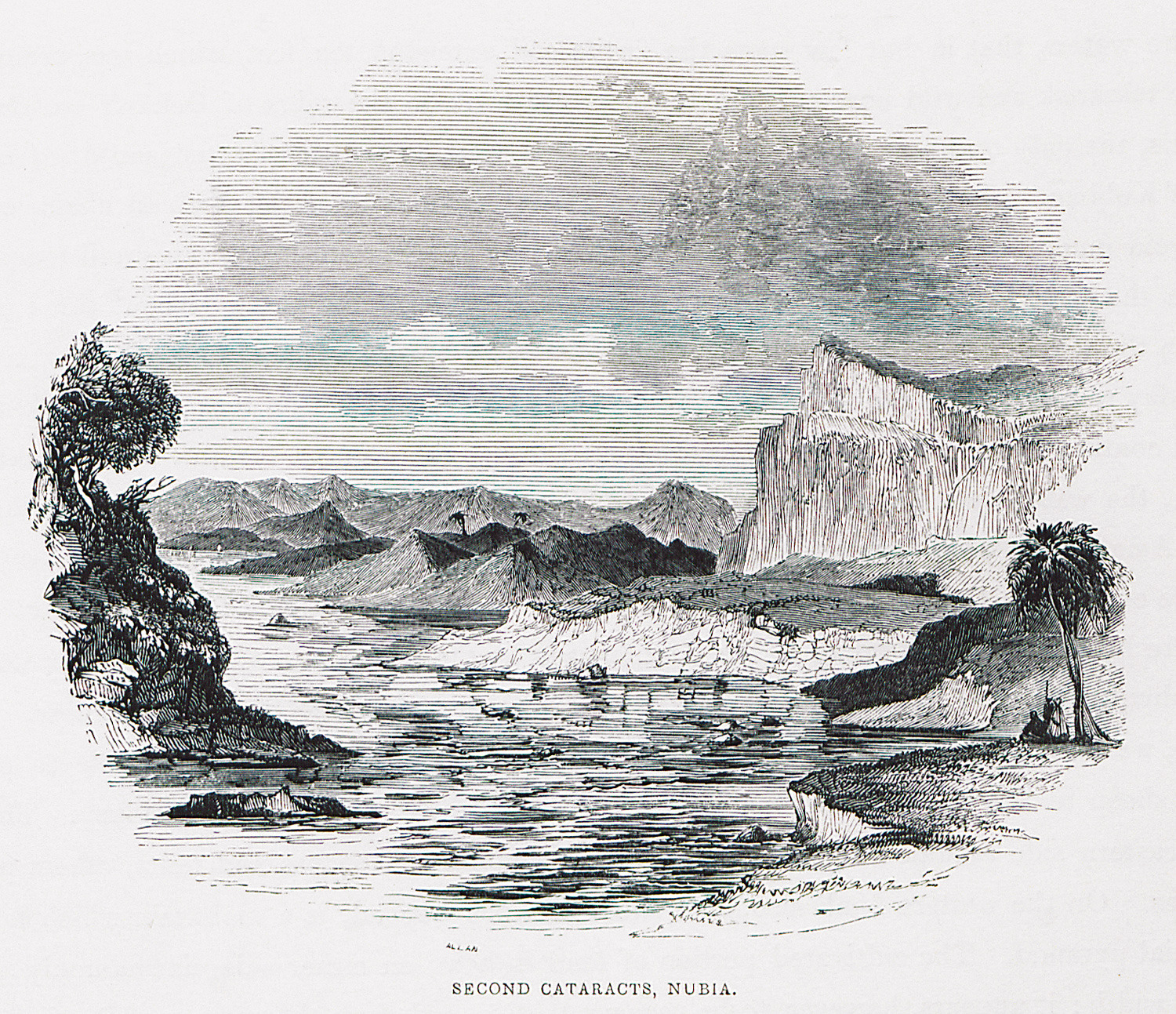
الشلال الثاني8

## الشلال الثالث
أو الجندل الثالث كانت تسمى قديما "Tombos" يوجد على نهر النيل بالولاية الشمالية بالسودان منطقة ثرث ـ قرب مدينة دلفو (دلقو) ويتفرع من أمامه فرع من نهر النيل ـ عند الشلال الثالث ويتفرع من أمامه فرع محمل بخيرات النهر.

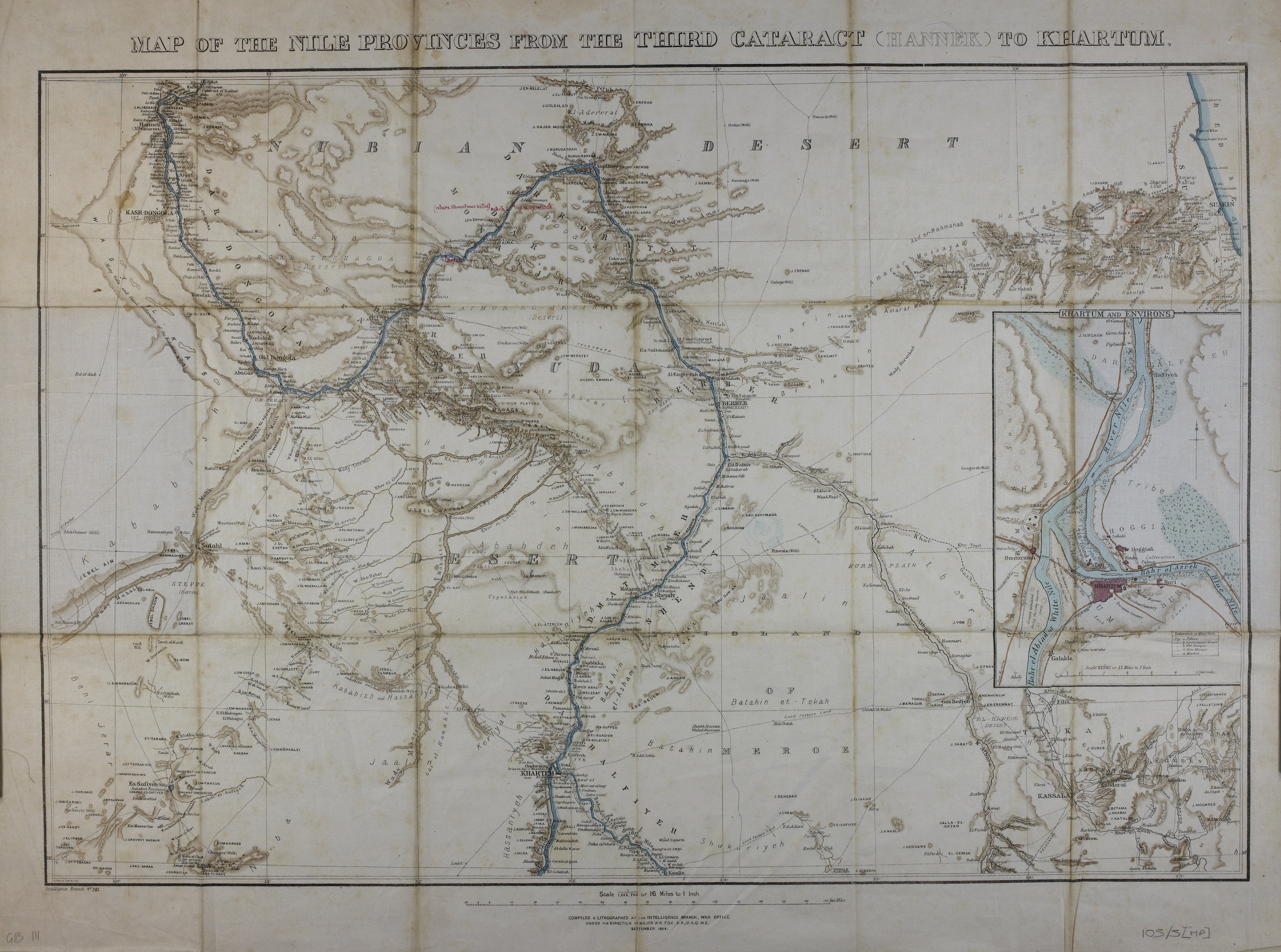
ولايات النيل من الشلال الثالث إلى الخرطوم. - سبتمبر ١٨٨٤
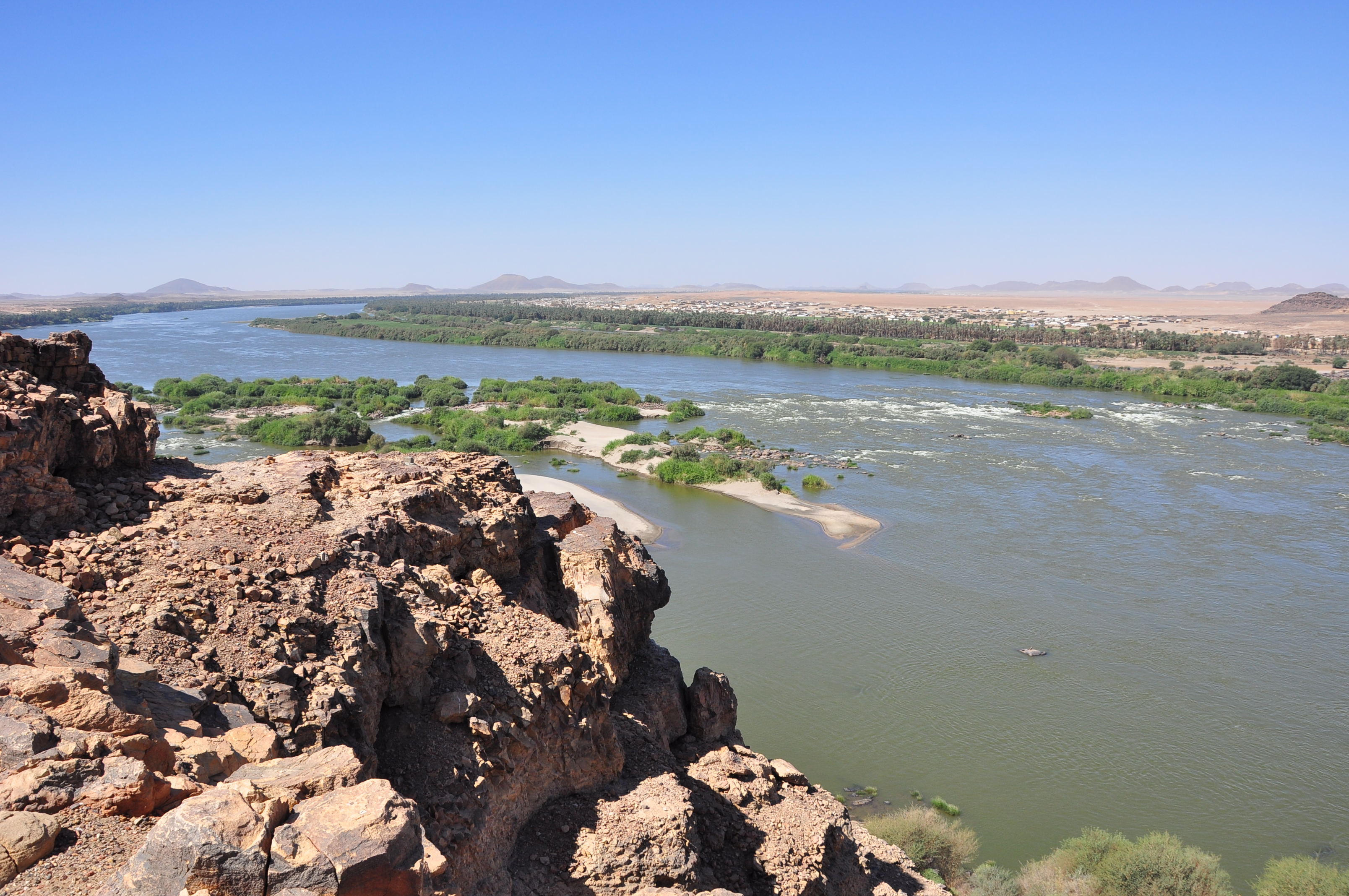
الشلال 3
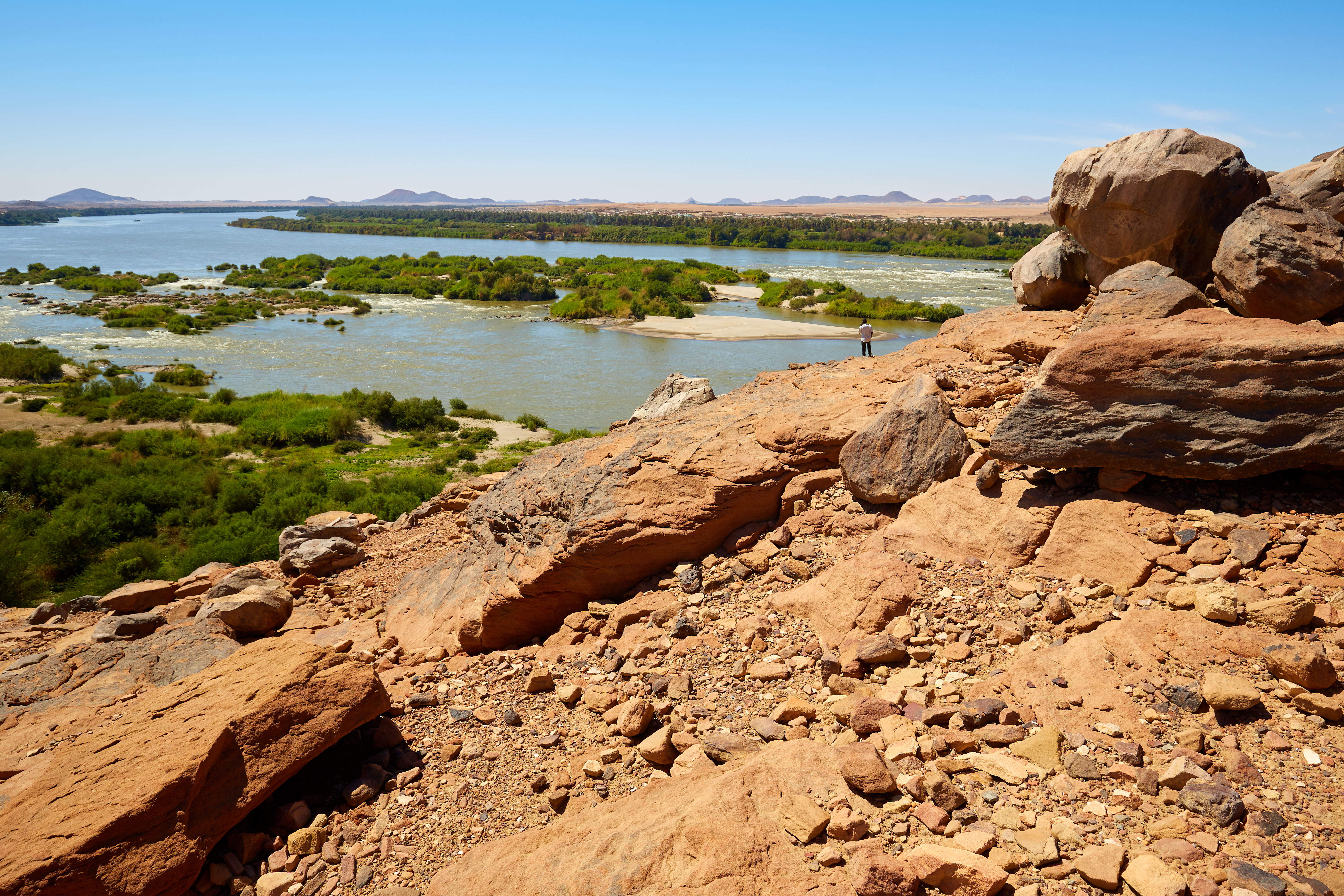
الشلال الثالث 2
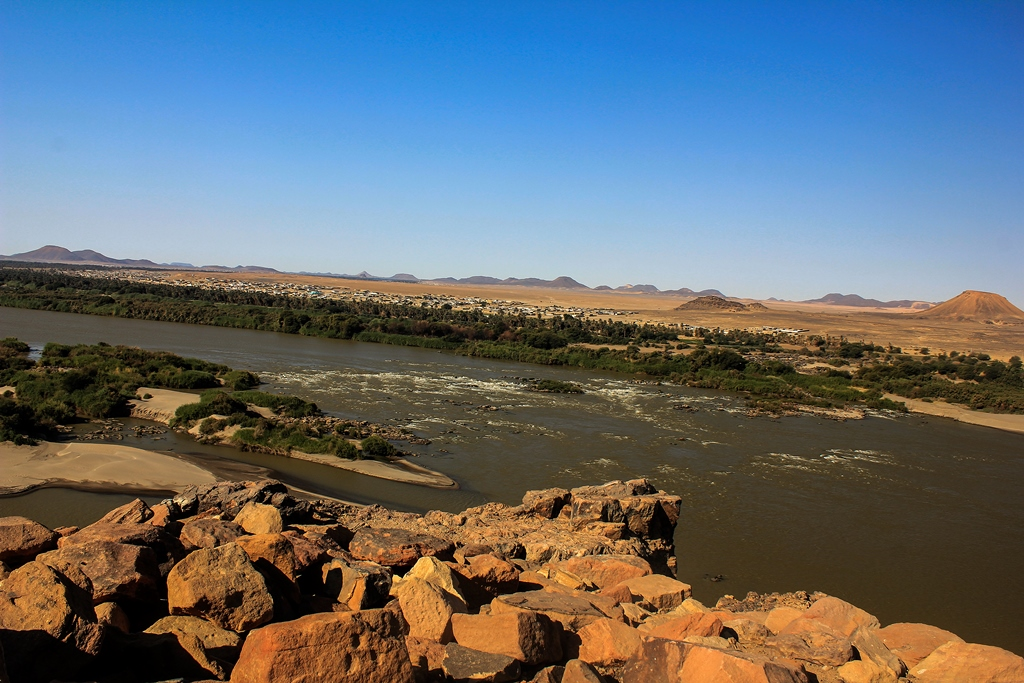
الشلال الثالث 3

## الشلال الرابع
أو الجندل الرابع شلال خزان مروي بين مروي وصحراء المناصير.

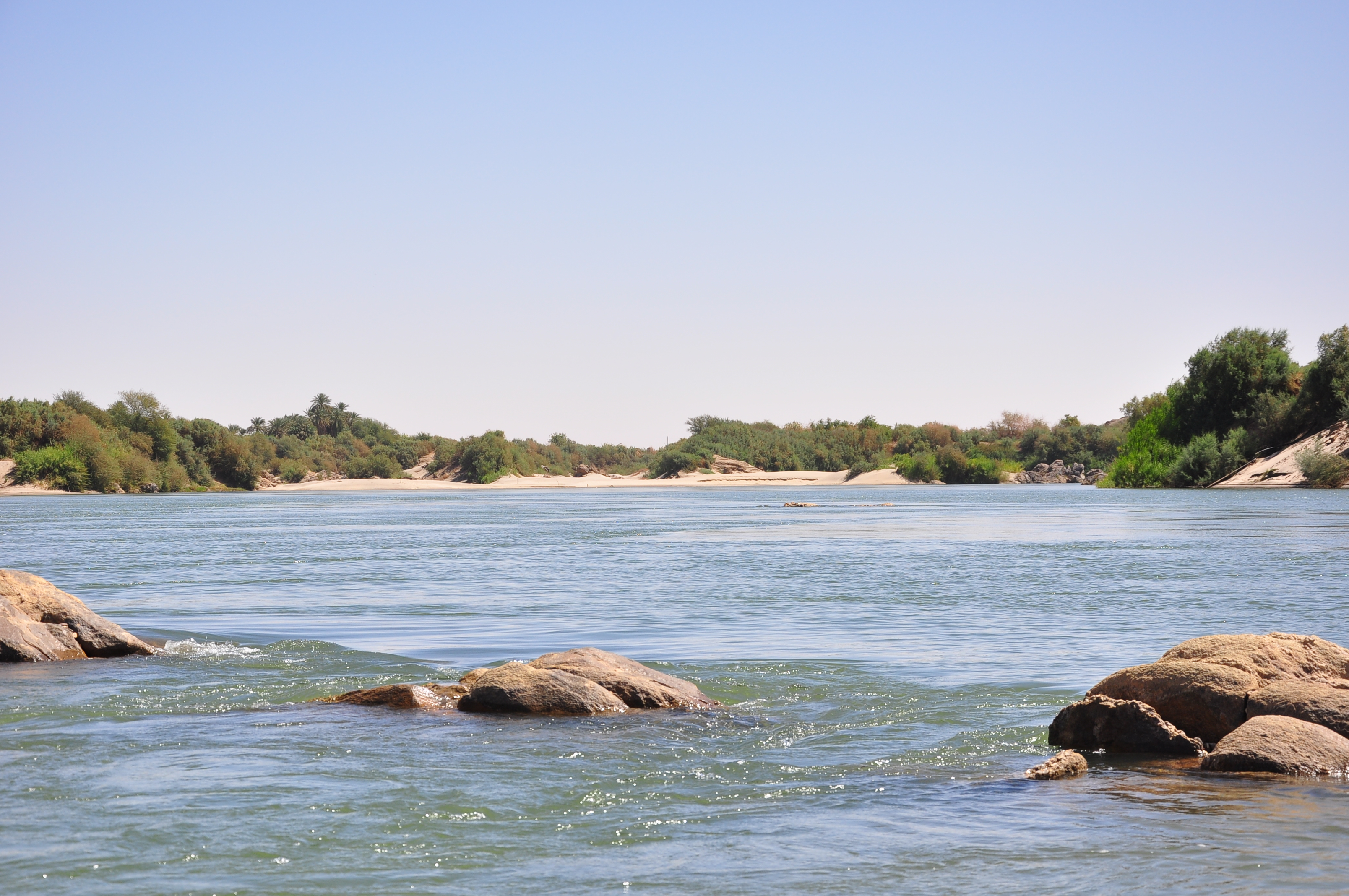
الشلال الرابع
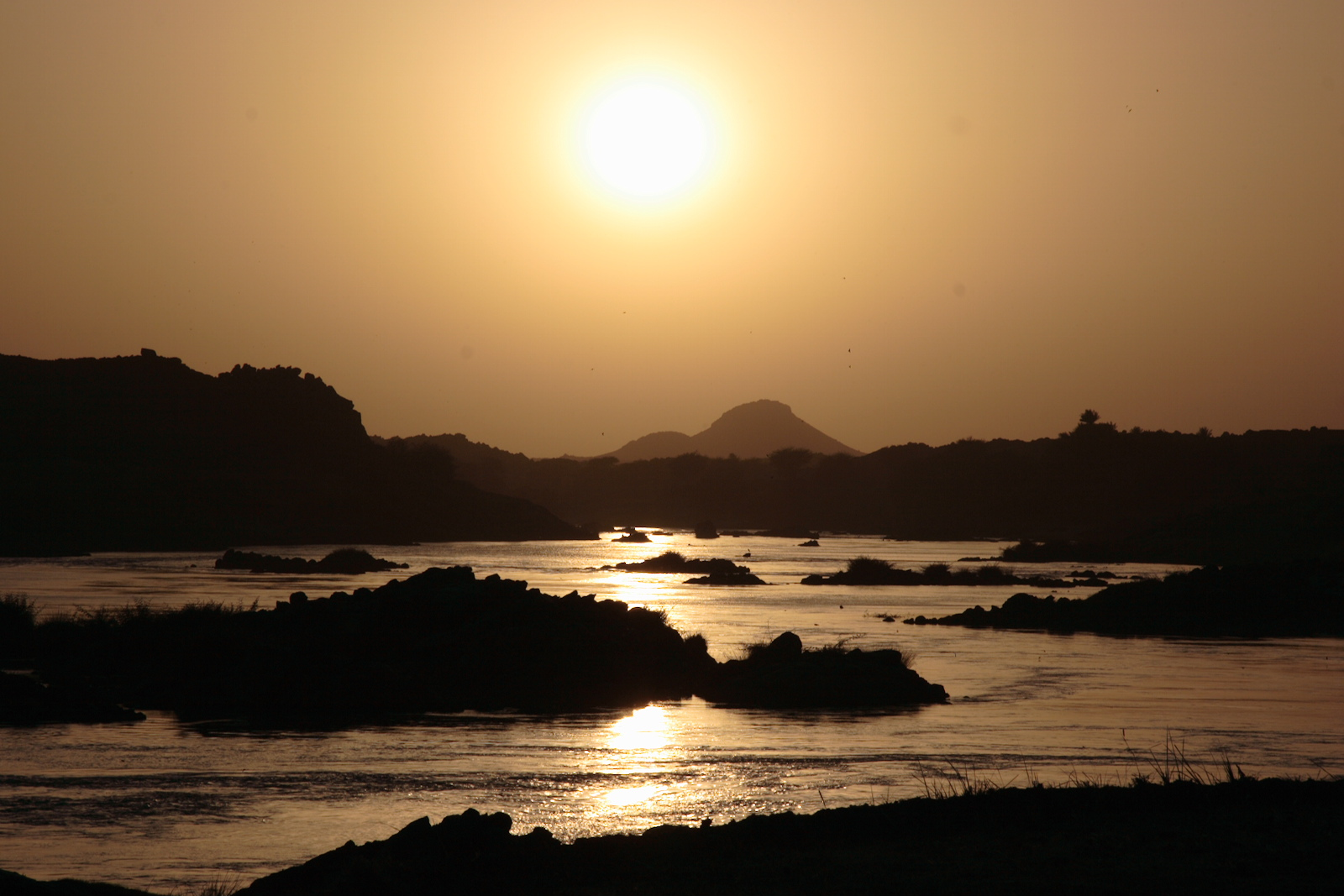
الشلال الرابع2

## الشلال الخامس
أو الجندل الخامس شلال شمال مرواه «بجراوية» في امتداد نهر عطبرة.

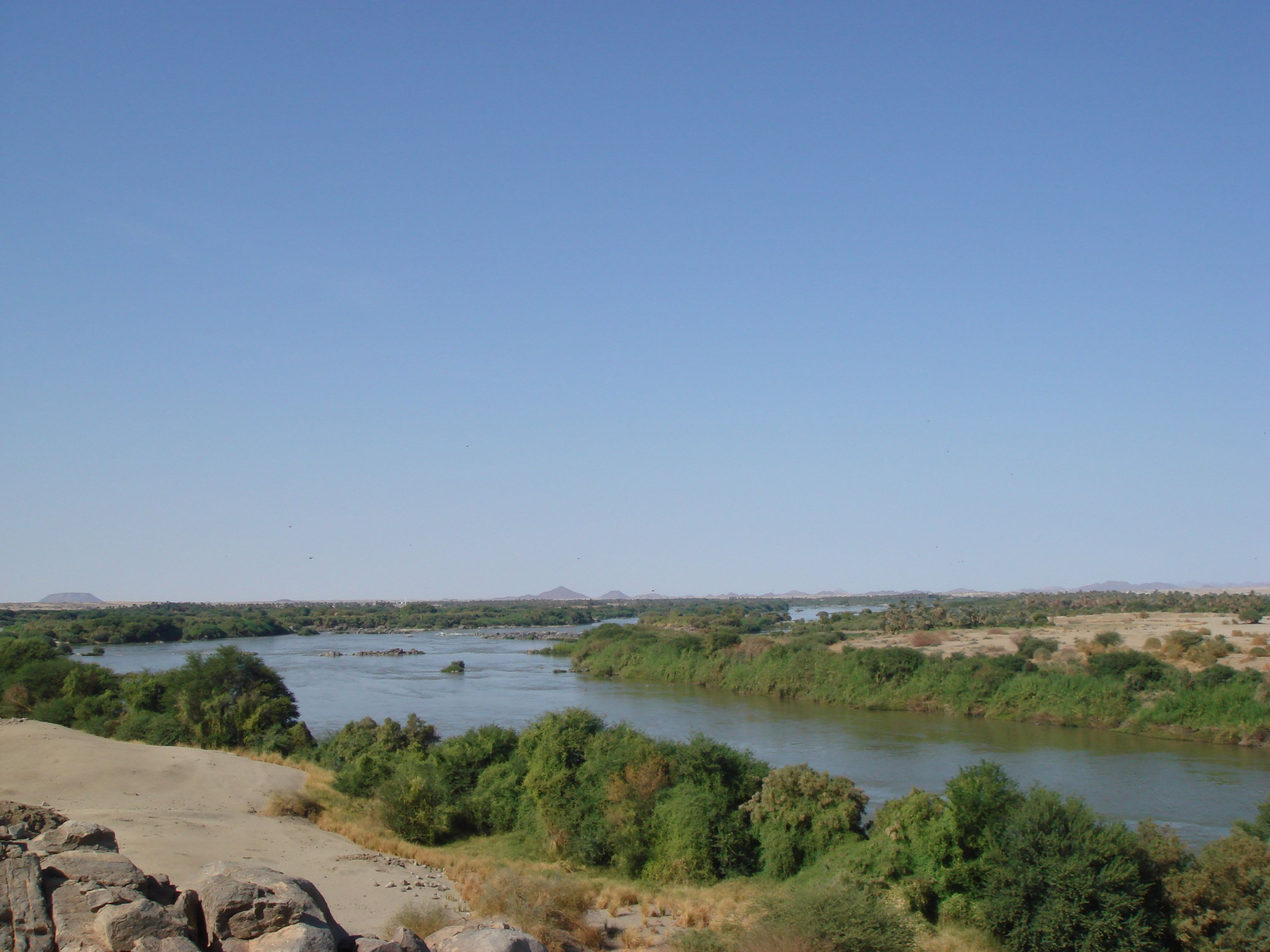
الشلال الخامس

## الشلال السادس
أو الجندل السادس شلال السبلوقة ويعد من أبرز المناطق السياحية في السودان وهو أول شلال بعد اقتران النيل الأزرق بالنيل الابيض

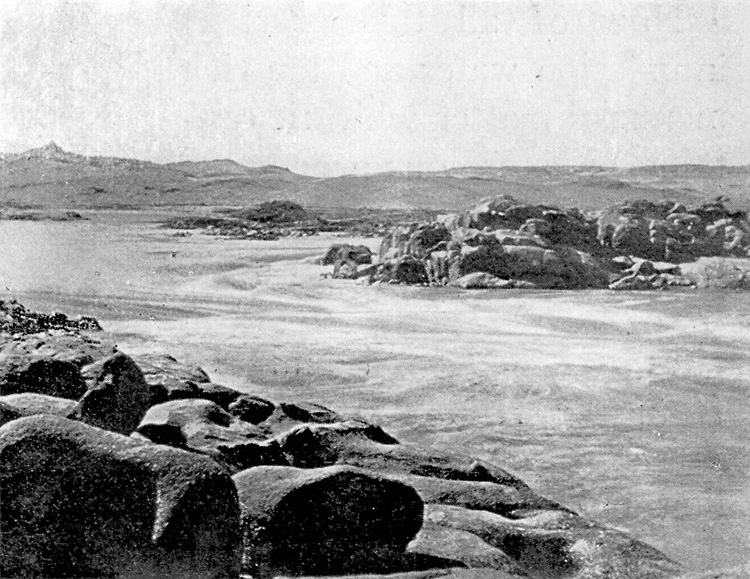
الشلال السادس